# Deltocephalus megalurus
Deltocephalus megalurus är en insektsart som beskrevs av Puton 1898. Deltocephalus megalurus ingår i släktet Deltocephalus och familjen dvärgstritar. Inga underarter finns listade i Catalogue of Life.